# شانه‌موش دندان‌سفید
شانه‌موش دندان‌سفید (نام علمی: Ctenomys leucodon) نام یک گونه از سرده شانه‌موش است.